# 富山いかがdeSHOW
『富山いかがdeSHOW』（とやまいかがでしょう、通称：いかがdeSHOW）は、2014年4月5日から2019年3月16日まで富山テレビで生放送されていたローカルワイド情報・バラエティ番組である。

## 放送時間
| 期間     | 期間      | 放送時間（JST）       | 富山いかがdeSHOWプラス | 富山いかがdeSHOWプラス |                       |
| -------- | --------- | --------------------- | ---------------------- | ---------------------- | --------------------- |
| 2014.4.5 | 2016.3.26 | 12:00 - 12:55（55分） | なし                   |                        |                       |
| 2016.4.2 | 2017.3.25 | 11:30 - 13:00（90分） | 11:30 - 11:50（20分）  | 11:30 - 11:50（20分）  |                       |
| 2017.4.1 | 2019.3.16 | 11:24 - 13:00（96分） | 11:24 - 11:50（26分）  | 11:24 - 11:50（26分）  | 11:24 - 11:50（26分） |

## レギュラー出演者
MC
- 谷優子
- 南條早紀

とやま応援隊
- クマムシ
  - 佐藤大樹
  - 長谷川俊輔

中継
- 岡部里香

## 不定期出演者
中継など
- コンパス
  - 中島和彦
  - 西本宏一
- 雷鳥
  - お姉ちゃん
  - ゆういち

ほか
コメンテーター
- Tomomi
- 藤井大輔
- モーリー・ロバートソン

ほか

## 過去の不定期出演者
コメンテーター
- 北村森

ほか

## 放送内容

### 主なコーナー
- 富山いかがdeSHOWプラス
  - 週刊いかがPICK UP!
  - お得プラス
  - どこいく?
- 富山いかがdeSHOW
  - やせるなら今deSHOW
  - 釣りたてごはん
  - ソコホル!?
  - ごち旅プレミアム
  - コレくる de SHOW
  - ライブ de SHOW
  - 私のいかがdeSHOW
  - 富山美食物語
  - にく球図鑑
  - クマメシ。
  - 達人に学びまSHOW!!
  - とやまんてん

など

### 過去の主なコーナー
- 富山いかがdeSHOWプラス
  - おでかけプラス
- 富山いかがdeSHOW
  - ごち旅
  - ¥9064使いきりまSHOW
  - コンパスの富山測定

など